# Phragmocapnias
Phragmocapnias is een geslacht van schimmels dat behoort tot de familie Trichomeriaceae. De typesoort is Phragmocapnias betle.

## Soorten
Volgens Index Fungorum telt het geslacht drie soorten (peildatum januari 2022):
| Soortnaam                  | Auteur(s)                                    | Publicatiejaar |
| -------------------------- | -------------------------------------------- | -------------- |
| Phragmocapnias betle       | (Syd., P. Syd. & E.J. Butler) Theiss. & Syd. | 1918           |
| Phragmocapnias imperspicua | (Sacc.) Cif. & Bat.                          | 1963           |
| Phragmocapnias plumeriae   | (Hongsanan & K.D. Hyde) Abdollahz. & Crous   | 2020           |